# Magnetorecepție

Porumbelul domestic (Columba livia domestica) poate reveni la cuibul său folosind capacitatea sa de a simți câmpul magnetic al Pământului și a altor repere pentru a se orienta.

Magnetorecepția este perceperea senzorială a câmpurilor magnetice de către organismele vii cu ajutorul  magnetoreceptorilor, care sunt niște organe care detectează câmpuri magnetice, în special câmpul magnetic al Pământului. Magnetorecepția se găsește la multe bacterii și animale, incluzând insectele, peștii, amfibienii, reptilele, păsările și mamiferele, dar natura organelor magnetoreceptoare rămâne evazivă. Mai multe specii posedă în creier niște particule mici de magnetit (un material magnetic), care transformă câmpul magnetic în impulsuri nervoase. Fotoreceptorii animalului sunt de asemenea implicați, și există dovezi pentru a sprijini acest lucru la diverse specii de vertebrate și nevertebrate. O teorie susține că schimbările rezonanței spinului de electroni provocate de câmpul magnetic al pământului determină impulsuri nervoase. Criptocromii (proteinele sensibile la lumină) din retină pot fi, de asemenea, cauza formării bazei busolei magnetice interne a anumitor animale. Unii pești, rechini și pisicile de mare, își pot folosi electroreceptorii ca magnetoreceptori. Acest lucru este realizabil datorită faptului că animalele acvatice acționează drept conductori care se mișcă prin câmpul magnetic, generând astfel curenți electrici foarte slabi. Apa de mare acționează ca un conductor care completează circuitul și permite depistarea de către organele de simț ale animalului. Un asemenea simț magnetic este exploatat de către animale în navigarea prin mediul marin. Existența magnetorecepției la om este controversată.